# (202421) 2005 UQ513
(202421) 2005 UQ513, também escrito como 2005 UQ513, é um objeto transnetuniano que está localizado no Cinturão de Kuiper, uma região do Sistema Solar. Este objeto é classificado como um cubewano. Ele possui uma magnitude absoluta de 3,4 e tem um diâmetro estimado com cerca de 498 km. Ele é um candidato com grande chance de ser um planeta anão. O astrônomo Mike Brown lista o mesmo em sua página na internete como um altamente provável planeta anão. (202421) 2005 UQ513 mostra ter sinais fraco de gelo de água. Como Quaoar, ele também tem um espectro muito vermelho, o que indica que a sua superfície, provavelmente, contém uma grande quantidade de moléculas orgânicas complexas, processadas. A sua curva de luz mostra variações de Δm=0,3 mag, mas não foi determinado o seu período de rotação.

## Descoberta
(202421) 2005 UQ513 foi descoberto no dia 21 de outubro de 2005 através do Observatório Palomar.

## Órbita
A órbita de (202421) 2005 UQ513 tem uma excentricidade de 0,150 e possui um semieixo maior de 43,257 UA. O seu periélio leva o mesmo a uma distância de 43,236 UA em relação ao Sol e seu afélio a 49,710 UA.